# Margarete von Sachsen (1449–1501)

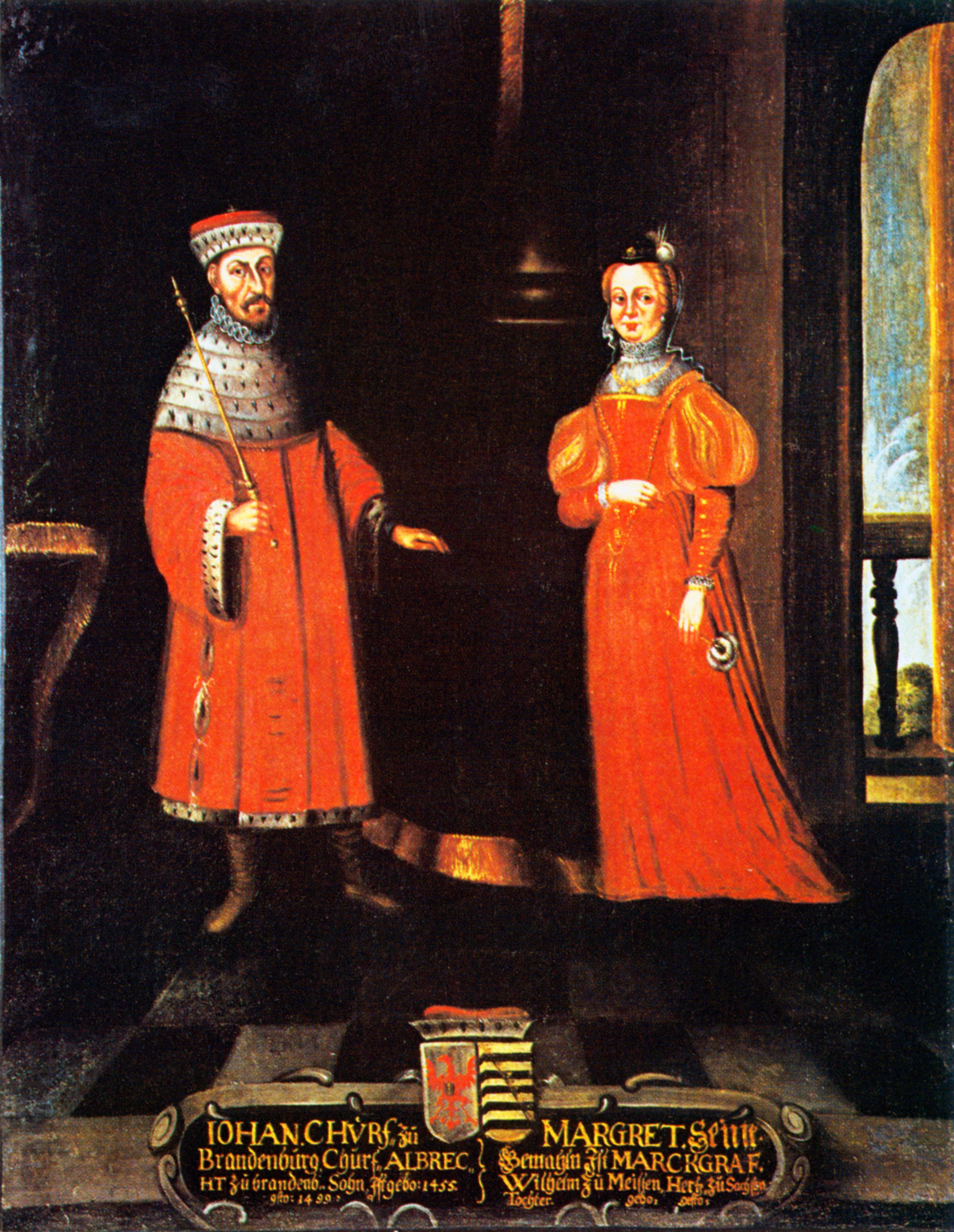
Margarete von Sachsen mit ihrem Gemahl Johann Cicero, nicht zeitgenössisches Gemälde um 1625, Schloss Gripsholm

Margarete von Sachsen (* 1449 in Weimar; † 13. Juli 1501 in Spandau) war eine Prinzessin von Sachsen und durch Heirat Kurfürstin von Brandenburg.

## Leben
Margarete war eine Tochter des Herzogs Wilhelm III. von Sachsen (1425–1482) aus dessen Ehe mit Anna (1432–1462), Tochter des römisch-deutschen Königs Albrecht II.
Margarete lebte nach der Zerrüttung der elterlichen Ehe weiter am Hofe des Vaters, der auch ihre Heiratsverhandlungen geführt hat. Nach dessen Tod fiel die Landgrafschaft Thüringen an Margaretes Cousins, die Herzöge Albrecht und Ernst von Sachsen. Ihre vagen Ansprüche auf die Territorien ihres Großvaters Albrecht II. waren schon in der Person ihrer Eltern gescheitert. Im Krieg gegen Österreich, legte Friedrich der Große allerdings auf dem Reichstag in Frankfurt im Februar 1757 eine Deduktion vor, in der er auf Grund seiner Abstammung von Margarete Ansprüche auf das Königreich Böhmen begründete.
Margarete heiratete am 25. August 1476 in Berlin den nachmaligen Kurfürsten Johann Cicero von Brandenburg (1455–1499). Der Hochzeitstermin war auf Grund von Zahlungsschwierigkeiten mehrfach verschoben worden. Das Heiratsgut von Margarete konnte erst im Jahr 1492 ausgezahlt werden.
In seinem Testament hatte Johann seiner Gemahlin die Städte Spandau, Küstrin, Wriezen, Bötzow, Liebenwalde und Saarmund als Leibgedinge zugesichert und Schloss Spandau zu ihrer Wohnstätte bestimmt, wo sie sich vermehrt zurückzog.

## Nachkommen
Aus ihrer Ehe mit Johann hatte Margarete folgende Kinder:
- Tochter (1480–1482)
- Wolfgang (*/† 1482)
- Joachim I. Nestor (1484–1535), Kurfürst von Brandenburg

⚭ 1502 Prinzessin Elisabeth von Dänemark (1485–1555)
- Elisabeth (*/† 1486)
- Anna (1487–1514)

⚭ 1502 König Friedrich I. von Dänemark (1471–1533)
- Ursula (1488–1510)

⚭ 1507 Herzog Heinrich V. zu Mecklenburg (1479–1552)
- Albrecht (1490–1545), Erzbischof von Magdeburg. Erzbischof und Kurfürst von Mainz, Kardinal